# Finanzamt Heilsbronn
Das Finanzamt Heilsbronn war von 1919 bis 1928 für die Finanzverwaltung der Gemeinden zuständig, die zum Sprengel des Amtsgerichtes Heilsbronn gehörten. Das Finanzamt wurde am 1. Oktober 1919 als Behörde der Reichsfinanzverwaltung eingerichtet und entsprach dem Rentamt Windsbach, das ab dem 1. Januar 1880 wegen der Verlegung des Sitzes nach Heilsbronn in Rentamt Heilsbronn umbenannt wurde. Am 1. Januar 1929 wurde das Finanzamt Heilsbronn aufgelöst und die Finanzverwaltung vom Finanzamt Ansbach übernommen.